# Mosty u Jablunkova
Mosty u Jablunkova (uitspraakⓘ) (Duits: Mosty in den Beskiden) is een Tsjechische gemeente in de regio Moravië-Silezië, die deel uitmaakt van het district Frýdek-Místek. De gemeente, die in het Pools Mosty koło Jabłonkowaⓘ heet, telde in 2012 3917 inwoners. In 2001 bestond bijna een vijfde deel van de inwoners uit Polen.

## Beschrijving
Mosty u Jablunkova ligt in het historische Hertogdom Teschen, nabij de grens met Slowakije. Het dorp is gesitueerd in de Jablunkapas, tussen de hellingen van de Silezische Beskiden. Ten oosten van het dorp bevindt zich de Gírová (839 m), ten westen de Malá Skalka (797 m) en de Skalka (931 m) en ten noordoosten de Zelená hora (604 m). Het dorp zelf ligt op 490 meter boven de zeespiegel. Door Mosty u Jablunkova stroomt de Oselnice, een zijrivier van de Lomná.
De E75 voert door het dorp, evenals de internationale treinverbinding tussen Košice en Silezië. Nabij het dorp zijn twee grensovergangen met Slowakije. Mosty u Jablunkova is een bekend wintersportcentrum.

## Geschiedenis
De naam van het dorp wordt voor het eerst genoemd in een oorkonde uit 1578. In deze tijd ontstonden vanwege de invallen van de Turken in Hongarije twee verdedigingswerken bij de Jablunkapas, ter bescherming van deze belangrijke verbinding tussen Silezië en Hongarije. De spoorlijn waaraan het dorp ligt werd in 1869 aangelegd.